# Макси Родригес
Максимилиано Рубен Родригес (на испански: Maximiliano Rubén Rodríguez), по-известен като Макси Родригес, е аржентински футболист, нападател и халф. Роден е на 2 януари 1981 г. в Росарио, провинция Санта Фе. Има двойно гражданство: едното е аржентинско, другото е италианско. Висок е 1,8 м.
Преминава през детско-юношеската школа на Нюълс Олд Бойс и има три сезона с представителния им отбор. През 2002 г. заминава за Барселона, където попълва редиците на Еспаньол. Дебютира в испанското първенство на 2 септември 2002 г. при загубата с 0-2 от Реал Мадрид. През последния си сезон в Еспаньол изиграва 37 мача и записва 15 гола. Макси е автор на 2000-ия гол на Еспаньол в испанското първенство. От 2005 г. е футболист на Атлетико Мадрид, които дават за него 12 милиона евро.
Печели световното първенство за младежи през 2001 г. Дебютира за мъжкия национален отбор на 8 юни 2003 г. срещу Япония. Участва в турнира за Купата на конфедерациите '05 и на квалификациите за световното първенство през 2006 г. Попада в състава на Аржентина на СП '06. Отбелязва 2 гола при победата над Сърбия и Черна гора с 6-0.